# Gunnar Carlsson (skeppsredare)
Gunnar Fredrik Carlsson, född 30 juni 1887 i Göteborgs Haga församling, död 29 juni 1967 i Askims församling i Göteborgs och Bohus län, var en svensk skeppsredare.
Gunnar Carlsson var son till handlande Max August Carlsson och Clara Gunnarsson samt farbror till Torkel Carlsson. Han genomgick Majornas läroverk och Göteborgs handelsinstitut.
Carlsson anställdes 1904 som tjänsteman hos Rederiaktiebolaget Trans-atlantic, var bolagets VD från 1914 och styrelseledamot i ett flertal rederi-. försäkrings-, bank- och industriföretag. Carlsson var styrelseordförande för Sveriges Redareförening 1925–1948, och svenskt ombud för förhandling med de allierade om handels- och sjöfartsavtal 1917–1918. Carlsson intog en ledande ställning i sin tids sjöfartsnäring och gjorde en betydande insats för tillkomsten av Sverige-Nordamerikalinjen.
Carlsson fick motta Göteborgs stads förtjänsttecken den 3 juni 1949, med följande motivering: "Det är nödvändigt att segla. Utan sjöfarten vore Göteborg icke vad det är. Men bakom sjöfarten står de personliga insatserna. Gunnar Carlssons gärning är intimt förknippad med den transoceana sjöfarten, Redan under det första världskriget var Gunnar Carlsson med och förhandlade om vår sjöfart med de krigförande länderna, och när det andra världskriget spärrade våra kuster, ryckte han villigt in igen. Vad Gunnar Carlsson betydde för den s. k. lejdtrafiken och därmed för vår försörjning under kriget. torde vi ännu icke ha gjort fullt klart för oss. Gunnar Carlsson, Ni tillhörde då den mycket lilla krets, som räddade vår utrikeshandel. Då vi här önskat hedra en företrädare för Göteborgs sjöfart, fann vi i Er en av dess främsta representanter."
Sedan 1911 var han gift med Olga Hansen (1885–1986), dotter till handlande A. Hansen och Amalia Gundel. Tillsammans med hustrun fick han tre barn: Per (född 1912), Gunnel (född 1914) och Rolf (1920–1994). Han blev också farfar till Peter Carlsson och Fabian Carlsson.
Gunnar Carlsson är begravd på Askim södra kyrkogård.

## Utmärkelser
- Kommendör med stora korset av Nordstjärneorden, 6 juni 1953.[7]